# Lancaster (Nuevo Hampshire)
Lancaster es un municipio situado en el condado de Coös, Nuevo Hampshire, Estados Unidos. Tiene una población estimada, a mediados de 2023, de 3235 habitantes.
Es la sede del condado.

## Geografía
La localidad está ubicada en las coordenadas 44°28′21″N 71°32′39″O / 44.47250, -71.54417. Según la Oficina del Censo, tiene una superficie total de 132.3 km², de los cuales 129.4 km² corresponden a tierra firme y 2.9 km² están cubiertos de agua.

## Demografía
Según el censo de 2020, en ese momento había 3218 personas residiendo en la localidad. La densidad de población era de 24.9 hab./km². El 93.75% de los habitantes eran blancos, el 0.53% eran afroamericanos, el 0.19% eran amerindios, el 0.62% eran asiáticos, el 0.78% eran de otras razas y el 4.13% eran de una mezcla de razas. Del total de la población, el 1.46% eran hispanos o latinos de cualquier raza.